# Euteucholabis
Euteucholabis is een ondergeslacht van het geslacht van insecten Teucholabis binnen de familie steltmuggen (Limoniidae).

## Soorten
Deze lijst van 2 stuks is mogelijk niet compleet.
- T. (Euteucholabis) nepenthe (Alexander, 1947)
- T. (Euteucholabis) paradoxa (Alexander, 1913)